# Зеленівська загальноосвітня школа (Чернігівська область)
Зеленівська загальноосвітня школа І—ІІ ступенів — україномовний навчальний заклад І—ІІ ступенів акредитації у селі Зеленівка, Бахмацького району Чернігівської області.

## Історія
Перша школа заснована ще у XVIII столітті при католицькій парафії німецьких колоністів — тоді село мало назву Ґрос-Вердер. 1908 року німецьке населення села збудувало кам'яне шкільне приміщення, яке слугує школою дотепер. Час від часу до школи навідуються нащадки депортованого німецького населення села, як нині проживає або в Казахстані або у Німеччині.  

## Сучасний стан
У селі діє неповна середня школа, розташована у старому німецькому приміщенні, збудованому 1908. Згадок про німецьке походження школи немає. У селі проживають нащадки переселенців з Російської Федерації.  
У 2012 році до першого класу не пішло жодної дитини, також не має дітей у 3-му і 8-му класі.
Із 2016 року школа перебувала в стані ліквідації. У квітні 2016 року Бахмацька районна рада ухвалила рішення ліквідувати (закрити) школу.